# Sourdeval-les-Bois
Sourdeval-les-Bois è un comune francese di 170 abitanti situato nel dipartimento della Manica, nella regione della Normandia.

## Società

### Evoluzione demografica
Abitanti censiti